# Косанов, Гусман Ситтыкович
Гусман Ситтыкович Косанов (каз. Ғұсман Сыйттықұлы Қосанов; 25 мая 1935, Изатулла, Казахская АССР — 19 июля 1990, Алма-Ата, Казахская ССР) — заслуженный мастер спорта СССР (1965), заслуженный тренер Казахской ССР, советский легкоатлет, серебряный призёр Олимпиады-1960 в Риме (эстафета 4×100 метров), двухкратный чемпион СССР, двухкратный серебряный призер СССР, бронзовый призер СССР, первый призёр Олимпийских игр — уроженец Казахстана и этнический казах.

## Биография
Гусман Косанов родился 25 мая 1935 года в ауле Изатулла Бескарагайского района Семипалатинской области. Происходит из подрода жалыкпас рода Каракесек племени Аргын.
В 1951 году поступил в железнодорожное училище Семипалатинска. Кроме учёбы занимался спортом: футбол, лыжные гонки, лёгкая атлетика, хоккей.
Во время службы в армии был направлен служить в Севастополь. Здесь его приняли в училище противотанковой обороны. Однажды на соревнованиях среди курсантов в беге на 100 метров он неожиданно показал великолепный результат — 10,8 сек.
В 1955 году на чемпионате Украинской ССР Косанов в беге на 100 метров с результатом 10,7 с поднялся на вторую ступень пьедестала почёта. Чемпионом Украины тогда стал Леонид Бартенев, выигравший у Косанова 0,1 с. В 1957 году тренер Александр Александрович Масловский пригласил Косанова в Кишинёв.
Гусман Косанов поступил в техникум физической культуры и продолжил заниматься лёгкой атлетикой. На первом же соревновании он стал чемпионом Молдавии в беге на 200 и 400 метров и в эстафете 4×100. Весной 1960 года Косанов завоевал звание чемпиона СССР, выиграв эстафету 4×100 м в составе сборной команды Вооруженных Сил с результатом 40,7 с.
В статусе чемпиона СССР Косанов в составе сборной команды страны готовился к Олимпийским играм 1960 года в Риме. В составе сборной команды СССР в эстафетном беге 4×100 м на беговую дорожку вышли Гусман Косанов, Леонид Бартенев, Юрий Коновалов и Эдвин Озолин. На этих соревнованиях команда СССР с результатом 40,1 с (ручной секундомер) заняла второе место, уступив золотые медали сборной ФРГ. Гусман Косанов стал первым призёром Олимпийских игр среди казахов.
В 1962 году Косанов вернулся в Казахстан и начал выступать за команду СКА (Алма-Ата). В том же 1962 году Косанов установил личный рекорд в беге на 100 м — 10,2 с.
На Олимпийских играх 1964 года в Токио Косанов также участвовал в эстафете, но команда (Эдвин Озолин, Борис Зубов, Гусман Косанов и Борис Савчук) была только пятой, показав результат 39,4 с (ручной секундомер) по 8-й дорожке, а чемпионами стали американцы с мировым рекордом 39,0 с.
В 1965 году в Киеве на матче СССР — США советская эстафетная четвёрка взяла реванш у американцев, выиграв эстафету 4×100 м с новым рекордом СССР — 39,3 с. За это спортивное достижение все члены советской команды — Эдвин Озолин, Гусман Косанов, Амин Туяков и Николай Политико — получили звание заслуженных мастеров спорта СССР.
У Гусмана Косанова двое сыновей — Марат (1962 г.р.) и Арман (1971 г.р.).

## Спортивные результаты
- Бег на 100 метров:
  - Лёгкая атлетика на летней Спартакиаде народов СССР 1963 года —  (10,7 с);
  - Чемпионат СССР по лёгкой атлетике 1966 года —  (10,6 с);
- Эстафета 4×100 метров:
  - Летние Олимпийские игры 1960 года — ;
  - Чемпионат СССР по лёгкой атлетике 1960 года —  (40,7 с);
  - Чемпионат СССР по лёгкой атлетике 1964 года —  (40,3 с);
  - Матч СССР — США по лёгкой атлетике 1965 года —  (39,3 с);
  - Чемпионат СССР по лёгкой атлетике 1968 года —  (40,0 с);

## Награды
- Орден Трудового Красного Знамени[источник не указан 2599 дней]
- Медаль «За трудовое отличие» (16.09.1960) — за успешные выступления в XVII летних и VIII зимних Олимпийских играх 1960 года, а также за выдающиеся спортивные достижения[6]

## Память
В Алматы ежегодно проводится международный турнир по лёгкой атлетике, названный в его честь «Мемориал Гусмана Косанова». Мемориал Косанова включен в календари соревнований Международной ассоциации легкоатлетических федераций (IAAF) и Азиатской ассоциации легкой атлетики (AAA). Он внесен в список лучших легкоатлетических турниров на Азиатском континенте. В 2020 году «Мемориал Гусмана Косанова», был включен в элитную серию Мировой ассоциации легкой атлетики, получив бронзовый статус World Athletics Continental Tour. Казахстан стал первой страной на постсоветском пространстве вошедшей в эту мировую Серию. World Athletics Continental Tour — это старты высочайшего класса, на которых спортсмены могут зарабатывать очки в мировом рейтинге.
В Семее ежегодно проводится лично-командное первенство Республики Казахстан по кроссу среди ВУЗов и колледжей, посвященное памяти Г. Косанова.
Автобиографическая повесть «Путь к пьедесталу», издательство «Жалын».
В г. Семей в честь Гусмана Косанова названа улица.